# مسجد فهادان
مسجد فهادان (جنگل) مربوط به اتابکان است و در یزد، محلهٔ فهادان، خیابان امام خمینی، بازارچه یوزداران واقع شده و این اثر در تاریخ ۹ اردیبهشت ۱۳۸۲ با شمارهٔ ثبت ۸۵۳۶ به‌عنوان یکی از آثار ملی ایران به ثبت رسیده است.